# ジョージ・グレイ (第6代スタンフォード伯爵)
第6代スタンフォード伯爵および第2代ウォリントン伯爵ジョージ・ハリー・グレイ（英語: George Harry Grey, 6th Earl of Stamford and 2nd Earl of Warrington、1765年10月31日 – 1845年4月26日）は、イギリスの貴族、政治家。1768年から1819年までグレイ卿の儀礼称号を使用した。

## 生涯
第5代スタンフォード伯爵ジョージ・ハリー・グレイとヘンリエッタ・キャヴェンディッシュ・ベンティンク（Henrietta Cavendish Bentinck）の長男として、1765年10月31日に生まれた。1779年から1783年までウィンチェスター・カレッジで教育を受けた後、1784年2月14日にケンブリッジ大学トリニティ・カレッジに入学、1786年にM.A.の学位を修得した。
1790年イギリス総選挙でアルドバーグ選挙区から出馬して当選、1796年イギリス総選挙でセント・ジャーマンズ選挙区に鞍替えして再選した。議会ではポートランド派とされた。その後、1802年イギリス総選挙では立候補しなかった。
1819年5月23日に父が死去すると、スタンフォード伯爵とウォリントン伯爵の爵位を継承した。同年よりチェシャー統監を務めたほか、1827年5月31日から1845年4月26日までチェシャー副提督を務めた。
1845年4月26日に死去、息子が早世したため孫ジョージ・ハリーが爵位を継承した。

## 家族
1797年12月23日、ヘンリエッタ・シャーロット・エリザベス・チャータリス（Henrietta Charlotte Elizabeth Charteris、フランシス・ウェイミス・チャータリスの娘）と結婚、2男2女を儲けた。
- ヘンリエッタ（1799年 – 1866年2月25日） - 1820年12月16日、ジェームズ・トマス・ロー（英語版）と結婚
- ジョージ・ハリー（1802年 – 1835年） - 第8代グロビーのグレイ男爵。第7代スタンフォード伯爵ジョージ・ハリー・グレイの父
- ジェーン（1803年 – 1877年6月22日） - 1825年11月9日、ジョン・ウォルシュ（英語版）（後の初代オルマスウェイト男爵）と結婚